# Rahui Nui no Tuhaa Pae
Le Rahui Nui no Tuhaa Pae est le projet, de grande réserve marine proposé par les îles Australes en Polynésie française afin de protéger leur pêche artisanale de la pêche industrielle. Le projet fait suite à une délibération des conseils municipaux des 5 îles de l'archipel des Australes en 2014 et à l'annonce par le gouvernement de Polynésie française de la création future d’une aire marine protégée de 1 million de km² aux Australes lors du congrès de l’Union internationale pour la conservation de la nature (UICN) à Sydney en 2014 .
Depuis sa présentation officielle en 2016 par les élus des Australes, le projet de grande réserve marine n’a pas été validé par le gouvernement de Polynésie française. Ce projet de réserve marine fait encore l’objet d’un large débat public. 

## Contexte
La Polynésie française détient la plus grande zone économique exclusive (ZEE) contiguë du monde avec près de 5 millions de kilomètres carrés, une superficie équivalente à celle de l’Union européenne. 
Les eaux polynésiennes possèdent un environnement marin extrêmement riche, avec notamment 21 espèces de requins, des écosystèmes coralliens exceptionnels comprenant 183 espèces de coraux et 1 214 espèces de poissons.
| Îles Maria Rimatara Rurutu Tubuai Raivavae Rapa Marotiri |

Les îles Australes.
L’archipel des Australes, en Polynésie française se distingue par la richesse et l’état de préservation de son patrimoine naturel marin et par la richesse et la vivacité de la culture locale liée à l’océan. L’état des lieux sur l’environnement marin des Australes réalisé en 2015 montre que les îles Australes possèdent un patrimoine naturel marin exceptionnel. En raison de leur isolement et de leurs caractéristiques climatiques et géologiques particulières, leur taux d’endémisme est particulièrement élevé pour certains groupes d’espèces comme les mollusques, les algues, les coraux et les poissons. L’île de Rapa est un lieu essentiel de la biodiversité marine 112 espèces de coraux, 150 espèces d’algues et 383 espèces de poissons côtiers. La faune pélagique et démersale des Australes est également remarquable avec plus de 60 espèces du large et 45 espèces de poissons des profondeurs recensées. L’archipel comprend 3 espèces de tortues marines, 10 espèces de mammifères marins, 14 espèces de requins et 4 espèces de raies. Il détient l’assemblage d’oiseaux marins le plus diversifié de Polynésie française, avec 23 espèces reproductrices.
Le patrimoine culturel des Australes lié au grand Océan est tout aussi remarquable avec notamment la pratique du rāhui (restriction pour la préservation d’une ressource naturelle), une composante essentielle de la culture traditionnelle polynésienne. Ce concept est encore pratiqué sur l’île de Rapa au sud des Australes.
Le tourisme des Australes est fortement lié à la qualité de son environnement marin. La pêche lagonaire et côtière détient une place prépondérante dans l’économie locale des Australes, avec plus de 1 500 pêcheurs recensés dans l’archipel pour une population de 6 820 habitants. La pêche à la palangre y très peu développée en raison des conditions météorologiques rudes et de la grande distance du port de Tahiti. Depuis 2004, l’effort de pêche au large dans la zone maritime des Australes représente seulement 1,7 % de la pêche à la palangre polynésienne en moyenne (environ 90 tonnes par an).
Les eaux polynésiennes sont fermées aux flottes internationales et les techniques de pêche destructrices telles que la pêche à la senne et la pêche au chalutier y sont interdites. En 2017, seulement 45 % de la surface de la ZEE était exploité par la pêche au palangre polynésienne, soit 2,2 millions de km2. La flotte au large polynésienne cible la capture de grands pélagiques mobiles tels que le thon germon, le thon obèse et le thon jaune. Le thon obèse est une espèce surexploitée considérée comme menacée dans la catégorie « vulnérable » sur la liste rouge de l'UICN. Selon la Communauté du Pacifique Sud, le thon jaune est quant à lui pleinement exploité et le germon se situe dans les limites de durabilité. Selon l'Organisation des Nations unies pour l'alimentation et l'agriculture, 93 % des stocks sont soit surexploités, soit pleinement exploités. Le schéma directeur de la pêche au large de la Polynésie française prévoit de doubler les prélèvements issus de la pêche thonière d’ici 10 ans et d’étendre la pêche industrielle aux zones encore inexploitées de la ZEE.
Seulement 0,1 % des eaux polynésiennes étaient protégées juridiquement en 2014, alors que l’UICN recommande une protection stricte d’au moins 30% de chaque océan de la planète pour pouvoir continuer à tirer des bénéfices durables de leurs ressources.

## Historique
En 2013, lors de la conférence internationale sur les aires marines protégées en France (IMPAC 3), le gouvernement de Polynésie française s’est engagé à créer une aire marine protégée de 700 000 km2 aux îles Marquises. En 2014, lors du Congrès mondial des parcs de l'UICN à Sydney en Australie, le gouvernement polynésien s’est engagé à créer une grande aire marine protégée aux Australes de 1 million de km². 
En mai 2014, le gouvernement de Polynésie française a invité le programme Héritage des océans de Pew et Bertarelli en Polynésie française à travailler sur un état des lieux scientifique de l’environnement marin des Australes, puis à proposer une stratégie de gestion de l’espace marin de cet archipel. Un diagnostic scientifique de l'environnement marin d’environ 350 pages, édité par Pew et l’IRCP - CRIOBE CNRS et de nombreuses consultations de la population des îles Australes ont été menées par les mairies des Australes et l’équipe Pew, en partenariat avec la Fédération des Associations de Protection de l’Environnement de Polynésie française (FAPE) – Te Ora Naho entre juin 2014 et août 2015. Pour faire suite aux délibérations des conseils municipaux des 5 îles Australes, les consultations ont porté en particulier sur le projet de réserve marine promu par les élus. Plus de 60 réunions publiques ont été organisées dans les îles, plus de 500 personnes représentatives de la société civile des Australes consultées, et chacun a pu s’exprimer sur le projet de réserve marine des Australes proposé lors d’ateliers participatifs. 
À la suite d'un véritable débat public aux Australes, issu d’une approche participative et concertée, la population de l’archipel a ainsi proposé la création d’une grande réserve marine aux îles Australes, qu’ils ont souhaité nommer le Rahui Nui no Tuha’a Pae, ou « grand rāhui des îles Australes », en référence à la pratique traditionnelle du rāhui en Polynésie, qui consiste à restreindre l’accès à une zone ou à une ressource dans le but de la préserver. La grande réserve marine proposé par les 5 îles Australes  comprendrait  5 zones de pêche côtière durable allant jusqu’à 20 milles marins des côtes de chaque île habitée, autorisées aux bateaux de moins de 25 pieds (7,2 m), et une zone de protection stricte de 1 million de km² dans le reste des eaux de l’archipel.
La proposition a été remise par des élus et représentants de la société civile des Australes au gouvernement de Polynésie française et présenté au CESC et au public en avril 2016, relayée dans de nombreux médias. Un documentaire donne la parole aux habitants des Australes pour présenter ce projet. Dans un premier temps contre le projet, alors que l’opinion publique le plébiscite, le gouvernement de Polynésie française ne s’y est montré par la suite pas opposé. En 2015, il a annoncé la création de la Tai Nui Atea : Aire marine gérée de Polynésie Française sur la totalité de sa zone économique exclusive, et procédé au classement en avril 2018. Le projet de réserve marine des Australes s’inscrit dans la stratégie de développement touristique 2015 – 2020 de la Polynésie française, dans le Plan climat-air-énergie territorial de la Polynésie française, et dans le message d’Hokulea pour la protection de l’océan en Polynésie française.
Depuis, la population des Australes continue d’être mobilisée. Une expédition sur la pirogue traditionnelle Fa’afaite a été réalisé dans les îles Australes en 2017 pour soutenir le Rahui Nui no Tuhaa Pae. Le projet a été présenté lors de plusieurs conférences publiques par des élus et des acteurs de la société civile. L’association Rahui Nui no Tuhaa Pae a été créée pour promouvoir le projet. Le projet a été illustré en bande-dessinée,. Une pétition pour soutenir la réserve marine a obtenu plus de 9 000 signatures en ligne et en version papier. Des manifestations ont été organisées contre la pêche industrielle et pour soutenir les projets de grandes aires marines protégées aux Australes et aux Marquises,. Une étude économique a permis d'évaluer les coûts et bénéfices potentiels liés à la création de la réserve marine des Australes. Cette étude montre que les bénéfices du projet, notamment en matière de retombées écotouristiques, pourraient être trois fois supérieurs aux coûts de gestion de la réserve proposée, et pourrait générer la création de 70 emplois directs en 5 ans. Un sondage réalisé en juillet 2019 par un institut indépendant montre que 81% de la population des Australes et 78% des îles polynésiennes sont favorables à la création de la réserve marine des Australes. 
La société civile et les associations environnementales polynésiennes recommandent désormais d’intégrer les projets de grandes aires marines protégées aux Australes et aux Marquises à la grande aire marine gérée créée par le pays.